# Ободрити
Ободрити (архаично Ререги и Бодрићи), средњовјековни је племенски савез Словена, повезан са Полапским Словенима. Подручје на коме се племенски савез налазио била је доњи ток ријеке Лабе, запад савременог Мекленбурга, источни дио Шлезвиг-Холштајна и сјеверноисточни дио данашње Доње Саксоније (област источно од града Линебурга, округ Лихов-Даненберг) гдје су живјели Древани.

## Етимологија
Етноним Ободрити (об-одрити) повезан је са ријеком Одром.

## Историја
Од 7. до 12. вијека племенски савез Ободрити је био федерална унија Бодрића, Вагра, Полаба, Глињана, Смолинаца, Варна и Древана. Највећи град племенског савеза је био Рерик, на обали Балтичког мора. Други центри су били Старгард, Љубице, Велеград, Варнов, Зверин, Илово и Добин (у околини Визмара).

### Ободрити под Каролинзима
Током владавине Карла Великог у Франачкој, Ободрити су били његови савезници против у рату против Љутића и Саса. По Карловој наредби одреди вазалних словенских кнежева учествовали су у три десетљећа дугом франачком освајању Саксоније. Ободритског кнеза Вишана убили су Саси, у засједи негдје око горњег тока ријеке Лабе. Његов насљедник Дражко 798. године је Сасима нанио осјетан пораз, након чега је услиједило примирје са Карлом Великим. Ободрити су се касније побунили против свог кнеза и он је био приморан да напусти земљу. Ојачани Данцима у 9. вијеку, 808. године иступили су против Карла Великог и његових савезника. Дански краљ Гудфред је упао у Рерик, заробио и објесио ободритског кнеза Годлиба, уништио град, а већи број становника (занатлије и трговце) преселио у Хедеби.
Послије тога Данци су два пута нанијели пораз кнезу Дражку, и Гудфред је Ободрите приморао на плаћање данка. Послије Дражкове смрти (810), за вријеме ободритског кнеза Славомира Ободрити се удаљавају од Данаца и обнављају савез са Каролинзима.
Од 9. вијека услиједило је друштвено раслојавање међу Ободритима, настаје феудална елита, која позајмљује материјалну културу њемачког племства, коју су Франци стекли на југу, у бившем Риму. Истовремено, јављају се и прве хришћанске мисије. Први је хришћанство примио кнез Славомир 821. године, али је потпуно покрштавање Ободрита дошло много касније, у 12. вијеку.